# خوان کارلوس ویدال
خوان کارلوس ویدال (انگلیسی: Juan Carlos Vidal؛ زادهٔ ۲۵ سپتامبر ۱۹۵۴) بازیکن فوتبال اهل اسپانیا است.
از باشگاه‌هایی که در آن بازی کرده‌است می‌توان به باشگاه فوتبال هرکولس، باشگاه فوتبال اتلتیک بیلبائو، باشگاه فوتبال دپورتیوو آلاوس، و باشگاه فوتبال اتلتیک بیلبائو بی اشاره کرد.